# Amerikanska Jungfruöarna i olympiska sommarspelen 2024
Amerikanska Jungfruöarna deltog med en trupp på fem idrottare vid de olympiska sommarspelen 2024 i Paris som hölls mellan den 24 juli och 11 augusti 2024. Det var 14:e sommar-OS som Amerikanska Jungfruöarna deltog vid.

## Bågskytte
En bågskytt från Amerikanska Jungfruöarna kvalificerade sig till olympiska sommarspelen 2024 vid den panamerikanska olympiska kvaltävlingen i Medellín i Colombia.
| Idrottare        | Gren              | Rankingomgång | Rankingomgång | 32-delsfinal         | Sextondelsfinal      | Åttondelsfinal       | Kvartsfinal          | Semifinal            | Final / BM           | Final / BM       |
| Idrottare        | Gren              | Resultat      | Placering     | Motståndare Resultat | Motståndare Resultat | Motståndare Resultat | Motståndare Resultat | Motståndare Resultat | Motståndare Resultat | Placering        |
| ---------------- | ----------------- | ------------- | ------------- | -------------------- | -------------------- | -------------------- | -------------------- | -------------------- | -------------------- | ---------------- |
| Nicholas D'Amour | Herrarnas tävling | 673           | 16            | Saito (JPN) L 4–6    | Gick inte vidare     | Gick inte vidare     | Gick inte vidare     | Gick inte vidare     | Gick inte vidare     | Gick inte vidare |

## Friidrott
En friidrottare från Amerikanska Jungfruöarna kvalificerade sig till olympiska sommarspelen 2024
genom att tilldelas en universell plats i herrarnas maraton.
Förkortningar
- Notera– Placeringar avser endast det specifika heatet.
- Q = Tog sig vidare till nästa omgång
- q = Tog sig vidare till nästa omgång som den snabbaste förloraren eller, i teknikgrenarna, genom placering utan att nå kvalgränsen
- i.u. = Omgången fanns inte i grenen
- Bye = Idrottaren behövde inte tävla i omgången

Gång- och löpgrenar
| Idrottare      | Gren              | Final    | Final     |
| Idrottare      | Gren              | Resultat | Placering |
| -------------- | ----------------- | -------- | --------- |
| Eduardo Garcia | Herrarnas maraton | 0DNF0    | 0DNF0     |

## Fäktning
En fäktare från Amerikanska Jungfruöarna kvalificerade sig till olympiska sommarspelen 2024, vilket var första gången sedan 1984. Kruz Schembri kvalificerade sig genom att vinna den panamerikanska kvalturneringen 2024 i San José i Costa Rica.
| Idrottare     | Gren              | 32-delsfinal         | Sextondelsfinal      | Åttondelsfinal       | Kvartsfinal          | Semifinal            | Final / BM           | Final / BM       |
| Idrottare     | Gren              | Motståndare Resultat | Motståndare Resultat | Motståndare Resultat | Motståndare Resultat | Motståndare Resultat | Motståndare Resultat | Placering        |
| ------------- | ----------------- | -------------------- | -------------------- | -------------------- | -------------------- | -------------------- | -------------------- | ---------------- |
| Kruz Schembri | Herrarnas florett | Broszus (CAN) L 8–15 | Gick inte vidare     | Gick inte vidare     | Gick inte vidare     | Gick inte vidare     | Gick inte vidare     | Gick inte vidare |

## Simning
Två simmare från Amerikanska Jungfruöarna deltog vid olympiska sommarspelen 2024.
| Idrottare          | Gren                    | Heat    | Heat      | Semifinal        | Semifinal        | Final            | Final            |
| Idrottare          | Gren                    | Tid     | Placering | Tid              | Placering        | Tid              | Placering        |
| ------------------ | ----------------------- | ------- | --------- | ---------------- | ---------------- | ---------------- | ---------------- |
| Maximillian Wilson | Herrarnas 100 m ryggsim | 54,49   | 27        | Gick inte vidare | Gick inte vidare | Gick inte vidare | Gick inte vidare |
| Natalia Kuipers    | Damernas 400 m frisim   | 4.33,46 | 20        | —                | —                | Gick inte vidare | Gick inte vidare |